# غريغ كامبل (لاعب كريكت)
غريغ كامبل (10 مارس 1964 - ) (بالإنجليزية: Greg Campbell)‏ هو لاعب كريكت أسترالي.

## وصلات خارجية
- غريغ كامبل على موقع إي آس بي آن كريك إنفو (الإنجليزية)